# Croton cotoneaster
Espèce
Croton cotoneaster est une espèce de plantes à fleurs du genre Croton et de la famille des Euphorbiaceae, présente au sud ouest de Madagascar.
Il a pour synonymes :
- Croton mahafaliensis, Leandri, 1939
- Oxydectes cotoneaster, (Müll.Arg.) Kuntze